# Drepanolejeunea longicornua
Drepanolejeunea longicornua là một loài Rêu trong họ Lejeuneaceae. Loài này được (Herzog) Mizut. mô tả khoa học đầu tiên năm 1990.